# مالينا (مغنية)
مالينا (بالبلغارية: Малина)‏ هي مغنية بلغارية، ولدت في 7 يونيو 1967 في Sevlievo ‏ في بلغاريا.

## وصلات خارجية
- الموقع الرسمي